# Atom Smash
Atom Smash es una banda de Miami, Florida basada en hard rock. Consiste en Serg Gabriel Sánchez (voz), Mark "Taco" Annino (percusiones),  Luke "Cowboy" Rice (guitarra, voz) y "Crazy" Dave Carrey (bajo).

## Historia
El grupo se formó en el 2006 por Serg Gabriel Sánchez y el productor Paul Trust. Trust presentó a Serg y al Dr. Bill Ray, dueño de Panacea Records. Dr. Bill empezó a ayudar al desarrollo del grupo. El guitarrista Alex Zilinski se incorporó a la banda años después. El bajista, Arnold Nese, se incorporó hasta el 2007. La banda escribió y grabó música y la presentó ante Dirk Hemsath, dueño de Doghouse Records y The Workng Group Artist Managment. Hemsath comenzó a administrar el grupo en el 2008. Ese mismo año el baterista, Mark Annio a quien más tarde apodarían “Taco”, entró a la banda. Fue en este año cuando adquirieron el nombre de “Atom Smash”, título que fue recomendado por Hemsath.
En el 2009 se dio el primer tour de la banda para promocionar su sencillo independiente “Sacrifice”. Después de 200 apariciones a nivel nacional, la banda estuvo involucrada en un accidente automovilístico, en St. Louis Missouri, que dejó en llamas el camión de la banda, no obstante los miembros de la banda resultaron ilesos. Ese mismo año, Hemsath puso en contacto a Sergio con el productor David Bendeth. Se presentó un demo de la canción “Do her wrong” a Jeff Fenster, quien en ese tiempo era A&R para Jive Records. 
En enero del 2010 la banda firmó un contrato de grabación con Jive Records y comenzó a grabar el álbum con David Bendeth y Paul Trust. En junio Luke “Cowboy” Rice fue anunciado como segundo guitarrista; finalizando el lineamiento por lo restante de ese año. En agosto publicaron su álbum debut “Loce is the Missle”. “Do Her Wrong” alcanzó la posición número treinta en Mainstream Rock y el número uno en el canal de Sirius Xm's Octane. La banda fue nombrada “Best Recently Signed Band” por el columnista Allison Hagendorf de la revista Maxim.com. Desde ese año ha aparecido en tours con Drowning Pool, Buckcherry, Filter, RED, Cavo, Saliva, Halestorm, Tantric, Black Bourbon Devils and 12 Stones. En ese mismo año “Sacriface” fue el tema de Hell in a Cell, pago por evento de WWE.

## Discografía
Álbumes
- Love Is In The Missile (2010) (Jive Records)
- Beautiful Alien (2012)
- Passage To The Sun (2013)

Presentaciones Extendidas
- Sacrifice EP (2009)
- Kill Me EP (2009)